# Aoteatilia amphipsila
Aoteatilia amphipsila är en snäckart som först beskrevs av Suter 1908.  Aoteatilia amphipsila ingår i släktet Aoteatilia och familjen Columbellidae. Inga underarter finns listade i Catalogue of Life.